# Kommunomuddannelsen
Kommunomuddannelsen tilbyder efteruddannelse til kontoruddannede i den kommunale sektor. Uddannelsen udbydes gennem Center for Offentlig Kompetenceudvikling (COK). Kommunomuddannelsen er blandt Akademiuddannelser i Danmark på VVU-niveau og giver adgang til en lang række uddannelser på diplomniveau.
Uddannelsen består af tre dele:
1. Fællesdel (tre fagområder)
2. Specialedel (to specialefag)
3. Afgangsprojekt.

Omfanget svarer til 60 ECTS-point (1 års heltidsuddannelse) og man kan gennemføre uddannelsen over to-tre år med en ugentlig undervisningsdag.

## Historie
Kommunomuddannelsen blev samlet i 2003 og faciliteret af Center for Offentlig Kompetenceudvikling (COK).

## Ekstern henvisning
- Kommunomuddannelsen